# Флаг Волгодонска
Флаг муниципального образования «Город Волгодо́нск» Ростовской области Российской Федерации является официальным знаком (символом) города Волгодонска (в лице горожан), знаком власти, полномочий публичного авторитета Администрации города Волгодонска, Волгодонской городской Думы.
Флаг утверждён главой администрации города Волгодонска 29 сентября 1995 года и внесён в Государственный геральдический регистр Российской Федерации с присвоением регистрационного номера 109.

## Описание
«Флаг города представляет собой белое прямоугольное полотнище с пропорциями 2:3 с композицией гербового щита. Изображение двухстороннее. На полотнище располагаются по горизонтали в центре: золотой (жёлтый) выщербленный пояс размером в 1/5 высоты с изображением червлёного (красного) цветка тюльпана с двумя зелёными листами; к нему сверху примыкает выщербленная полоса лазоревого (синего) цвета в 1/12 высоты; к нему снизу примыкает выщербленная полоса червлёного (красного) цвета в 1/12 высоты.
Выщербленный пояс с примыкающими полосами накладывается поверх серебряного якоря и двух серебряных бунчуков на золотых древках. Концы бунчуков положены поверх пояса.
Высота якоря — 0,8 высоты полотнища флага, с левой стороны флаг имеет полосу для крепления древка. Древко завершается копейным наконечником».

## Символика
Синий, жёлтый и красный цвета на флаге соответствуют цвету знамени Области Войска Донского.
Синий цвет — символ Донского казачества.
Жёлтый — степи Калмыцкой части Войска Донского.
Красный — история казачества и нашего времени.
Перекрещённые бунчуки представляют собой отличительный знак чести и доблести казачьих полков.
Тюльпан реликтовое растение, олицетворяющее природу донских степей, которую необходимо беречь.
Серебряный якорь символизирует исторические традиции казаков использовать суда в торговле, рыболовстве и многочисленных походах. В настоящее время Волгодонск является крупным портом.
Как рассказывал автор флага В. И. Николайчик, выбор тюльпана в качестве геральдического символа объяснялся следующим образом:
Я сначала хотел изобразить на гербе какое-либо реликтовое растение, специально изучал литературу. Но ни одно не подходило на роль символа. И вспомнил, что старожилы города говорили: когда наступает весна, степь расцветает тюльпанами. Вот и решил изобразить тюльпан.

## История создания
Конкурсы на создание городских герба и флага проводились с конца 80-х годов. Первоначально предполагалось, что основными составляющими как герба, так и флага должны стать строительный мастерок и планетарная модель атома, символизирующие стремительный рост города в предшествующие годы и основную специализацию городской экономики — производство оборудования для АЭС (Атоммаш) и эксплуатация атомной электростанции (строящаяся на тот момент Ростовская АЭС). Последний конкурс, на котором были приняты современные герб и флаг, прошел в 1994—1995 годы среди художников города.

## Использование
Использование Флага Волгодонска регулируется «Положением об использовании официальных символов города Волгодонска», принятого в 2011 году.
Флаг Волгодонска постоянно поднят над зданиями, занимаемыми:
- Волгодонской городской Думой
- Территориальной избирательной комиссией города Волгодонска
- Контрольно-счетной палатой города Волгодонска
- Администрацией города Волгодонска[5]

В действительности, все перечисленные муниципальные структуры находятся в одном здании (ул. Советская,2).